# Manuel Fresco
Manuel Antonio Fresco (Navarro, 3 de junio de 1888 - Buenos Aires, 17 de noviembre de 1971) fue un médico y político argentino, diputado nacional y gobernador de la provincia de Buenos Aires entre 1936 y 1940 por el conservador Partido Demócrata Nacional.

## Biografía

### Sus inicios

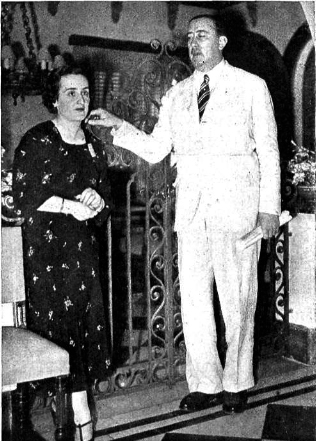
Fresco y su esposa Raquel de Monasterio.

Manuel Antonio Justo Pastor Pascual Fresco, tal era su nombre completo, fue el hijo del salteño Manuel Antonio Fresco y de María Josefa Escarpati.
Estudió en el Colegio La Salle Buenos Aires, del que egresó en 1905.Durante su juventud se dedicó a la esgrima, alcanzando cierto éxito deportivo. Se recibió de médico en 1914 en la Universidad de Buenos Aires; una de sus condiscípulas fue la dirigente socialista Alicia Moreau de Justo.
Instalado en Avellaneda, provincia de Buenos Aires, fue un activo colaborador del caudillo conservador local, Alberto Barceló. Más tarde fue nombrado médico del Ferrocarril Oeste de Buenos Aires, radicándose de por vida en la localidad de Haedo.
En el año 1919 asumió como diputado de la Provincia de Buenos Aires, ocupando una vacante hasta el año siguiente, y en 1922 fue elegido nuevamente diputado provincial. Tras dos años de receso, fue elegido nuevamente diputado en 1928; se destacó como opositor de los gobiernos de la Unión Cívica Radical de la época. Fue herido de bala en un acto político en febrero de 1930 en la localidad de Lincoln, salvando su vida gracias al médico Enrique Finochietto. Apoyó el golpe de Estado de 1930, que dio inicio a la llamada Década Infame.
Fue comisionado municipal del Partido de Morón durante la presidencia de facto de José Félix Uriburu, y según teorías no comprobables simpatizó con la inclinación de este hacia el corporativismo del dictador español Miguel Primo de Rivera. Ejerció un férreo control de la venta de mercadería, especialmente de alimentos. En 1932 fue elegido diputado nacional; ejerció como presidente de la Cámara de Diputados de la Nación Argentina a partir del año 1934, por influencia del presidente Agustín Pedro Justo. Se destacó al anunciar su disconformidad con la aparente  democracia (tal cual se ejercitaba en su época) pretendiendo reemplazar el Congreso Nacional por un parlamento de especialistas técnicos.
Tras la dimisión del gobernador Federico Martínez de Hoz, que pretendía no volver a incurrir en el fraude electoral, el Partido Demócrata Nacional lo nombró su candidato a Gobernador de la Provincia de Buenos Aires, cargo que alcanzó y movilizó grandes cantidades de seguidores por medio de trenes especiales, iniciando una forma particular de democracia de masas. Su lema de campaña, referido a los radicales, era "¡No pasarán!"

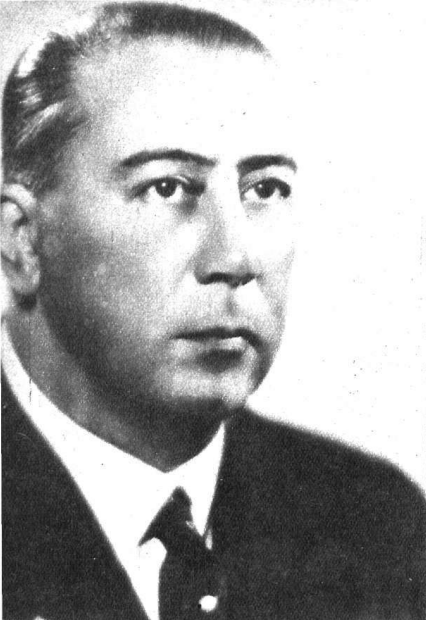
Foto suya cuando ejercía como gobernador de Buenos Aires publicada en Caras y Caretas, en 1939.

### Gobernador de la Provincia de Buenos Aires

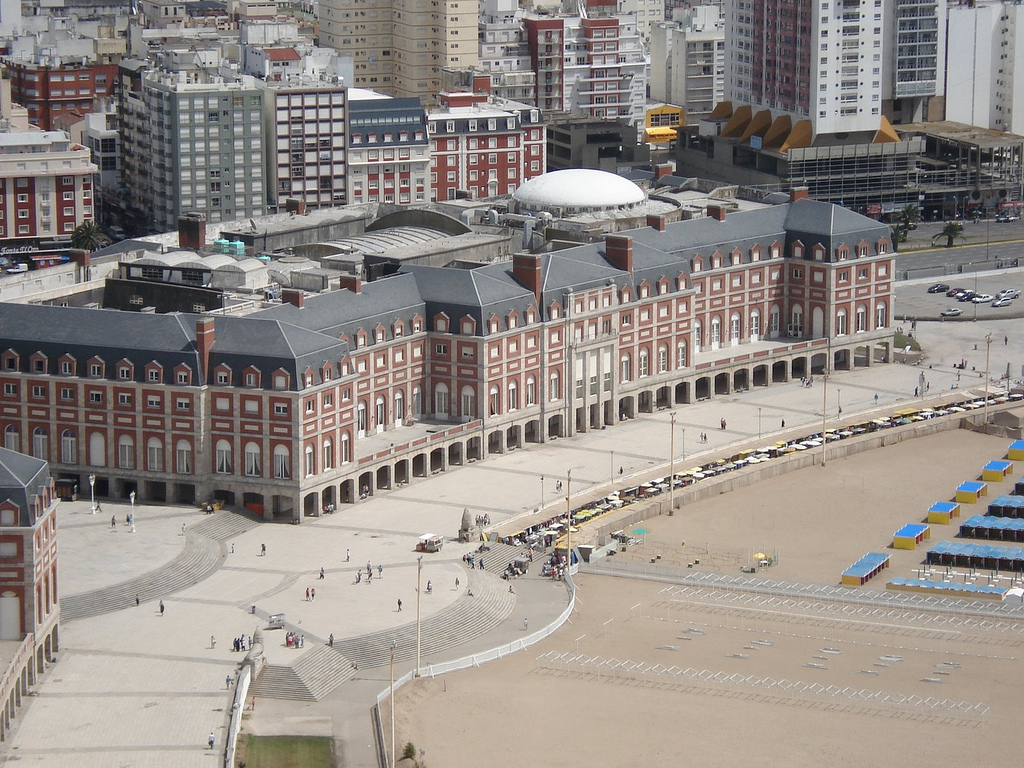
Casino y Hotel Provincial de Mar del Plata, una obra de Fresco proyectada por Bustillo.

Manuel Fresco asumió como gobernador de la Provincia de Buenos Aires el 18 de febrero de 1936, acompañado por el vicegobernador Aurelio Amoedo, dirigente de la localidad de Marcos Paz. En su discurso de asunción del mando denunció el voto secreto, incitando a una reforma electoral para hacer el "voto a la vista".
La gran cantidad de obra pública edilicia tuvo un componente adicional llamativo, a través de las edificaciones de la arquitectura monumental y espectacular sobresaliente  Arquitecto  e Ingeniero Francisco Salamone, que construyó edificios públicos de estilo art decó y futurista, con inspiración en lo Recto y Monumental muy de moda en su tiempo , en muchas de las localidades del interior de la provincia. edificando decenas de , municipalidades,  plazas ,portales de cementerios, mataderos,  caminos y rutas pavimentadas. con una calidad única en tiempos Récord,  Si bien suele señalarse que entre el gobernador y Salamone  había una amistad, en realidad, esta no ha podido ser comprobada. 

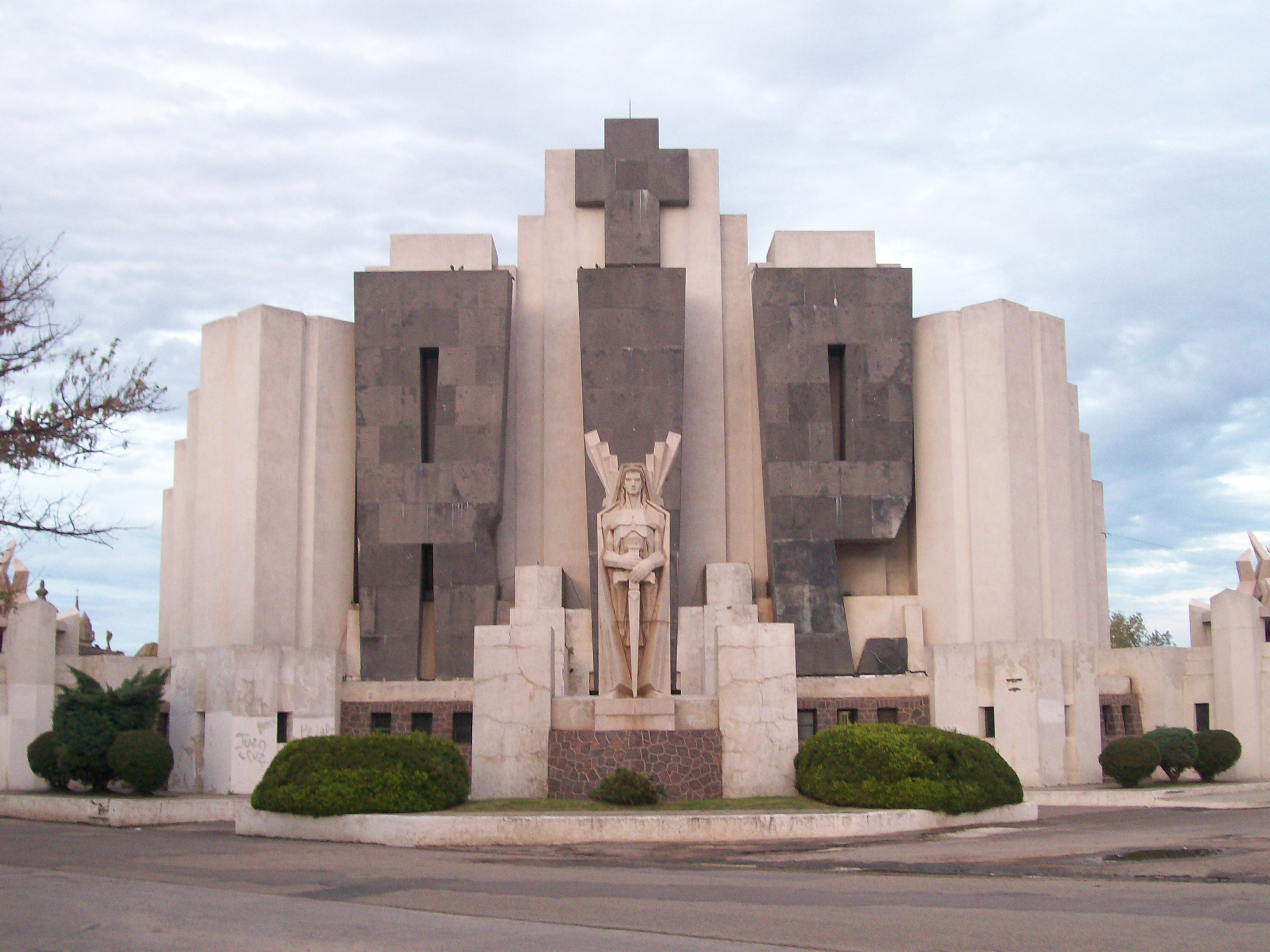
El italiano Francisco Salamone diseñó durante el período decenas de edificios públicos con una creativa arquitectura art decó y futurista, como el cementerio de Azul.

Los ministros de Fresco fueron personajes notables, como el ingeniero agrónomo José María Bustillo, su ministro de Obras Públicas, que fue acompañado por la actividad de su hermano, el arquitecto Alejandro Bustillo; este dejó su impronta en la arquitectura de la región de San Carlos de Bariloche y también en la arquitectura de las obras públicas bonaerenses, como en el caso del Casino y el Hotel Provincial de Mar del Plata, proyectados para el crecimiento de la ciudad como nuevo balneario de masas luego de la pavimentación de la ruta 2.
Otros ministros de renombre fueron Roberto Noble, que posteriormente fundó el diario Clarín, y César Ameghino, que más tarde fue Ministro de Relaciones Exteriores y de Hacienda de los gobiernos del golpe de Estado de 1943.
Fresco fue un admirador enfático del presidente de Estados Unidos de América, el demócrata Franklin Roosevelt, de quien siguió sus políticas públicas. Pero al mismo tiempo, en distintos discursos, elogiaba los regímenes totalitarios del nacionalsocialista alemán Adolf Hitler y del fascista italiano Benito Mussolini, cuyos bustos adornaban su despacho. Declaró ilegal al Partido Comunista. Poco después proclamó que su gobierno se guiaba por las enseñanzas de la Iglesia a través de la encíclica Rerum Novarum. En consonancia con esa idea, promovió la construcción de viviendas económicas para los obreros, que solo quedaron en anteproyectos, y pretendió forzar a los empresarios a pagar mejores salarios y un salario familiar.

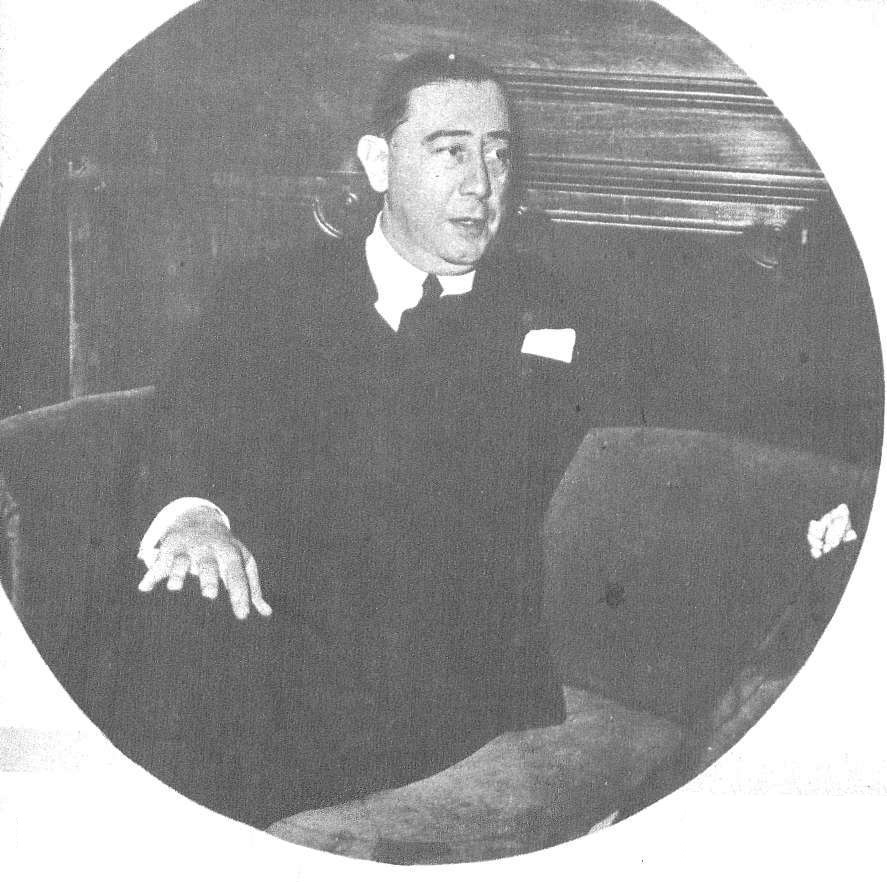
Fresco en 1939. Revista "Caras y Caretas".

Durante el año 1938 la provincia debió afrontar serios problemas financieros, que se incrementaron al año siguiente, llevando a cesantías masivas de personal y rebajas de sueldos.

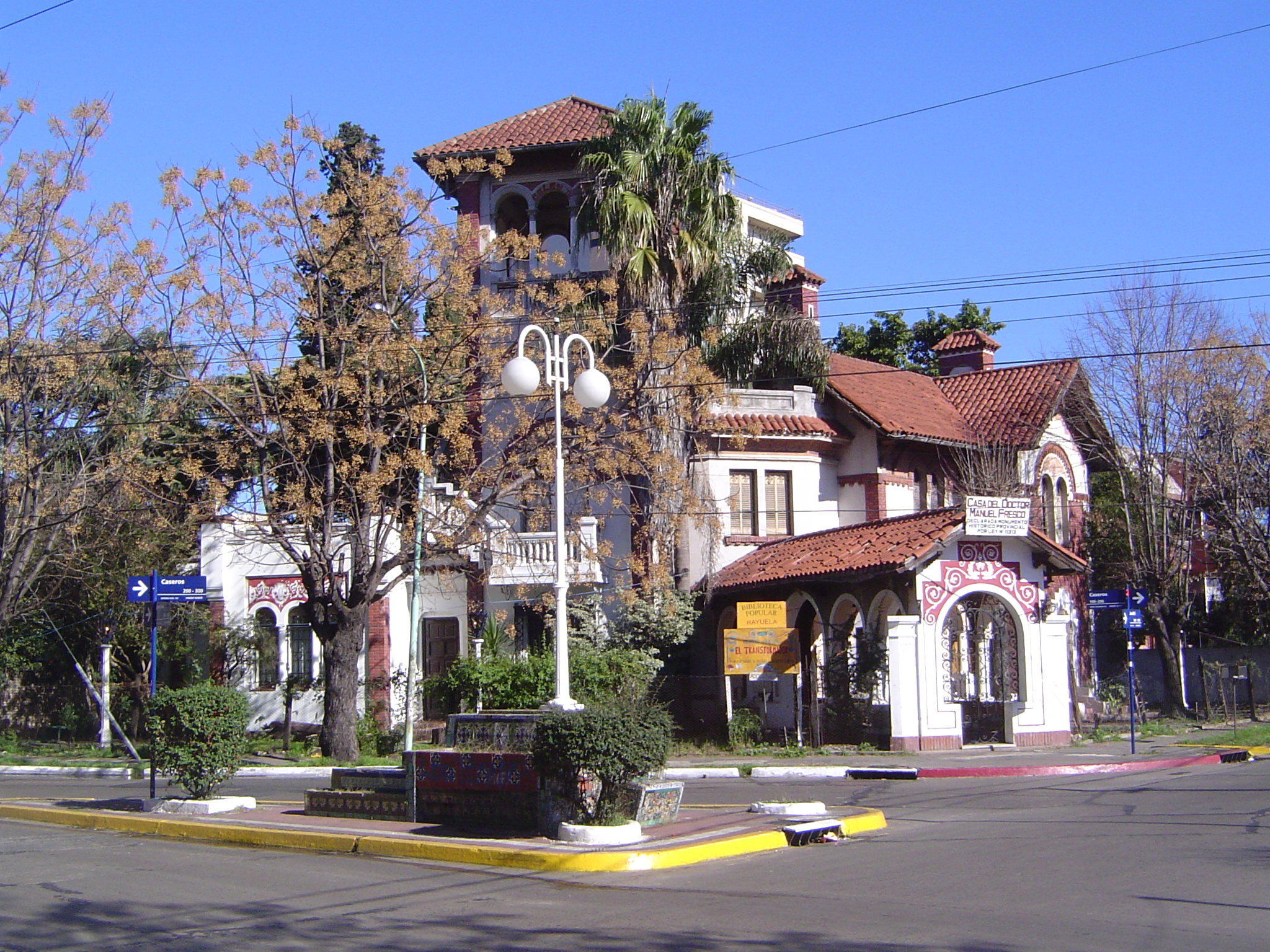
La residencia de Fresco en Haedo.

En febrero de 1940 el gobernador Fresco llamó a elecciones para elegir a su sucesor, llevando como candidato al caudillo de Avellaneda, Alberto Barceló; un aceitado mecanismo de fraude llevó a este al triunfo en las urnas y a su proclamación como nuevo gobernador de la provincia de Buenos Aires. Poco después, a principios de marzo de ese año, el presidente Roberto M. Ortiz, decidido a dejar atrás las prácticas electorales viciadas, decretó la intervención federal a la provincia y anuló las elecciones. Sin embargo, no fue su mala relación con Ortiz la única causa de su declive político: la crisis económica de 1938 había comenzado a socavar los cimientos de una inestable situación financiera, sobre todo por la "descontrolada" emisión de títulos de deuda pública. Por otro lado, su propio partido, siempre dividido por conflictos internos, comenzó a darle la espalda. En reemplazo de Fresco, en marzo de 1940, asumió el interventor federal Octavio R. Amadeo, que anuló las elecciones.

### Actuación posterior
Para propalar sus ideas Fresco fundó en 1942 el diario Cabildo, en cuyas páginas se presentaba como jefe del nacionalismo. En junio de 1943 dio la bienvenida al golpe de Estado de 1943, liderado por los militares que habían tomado el poder; no obstante, ese cambio en la política nacional prácticamente acabó su vida pública.
En los años siguientes fundó un partido llamado "UNA Patria", de tendencias fascistas y antisemitas, cuyo lanzamiento oficial fue en el Luna Park. Tras los hechos del 17 de octubre de 1945 se reunió con el coronel Juan Domingo Perón, poniendo a su disposición su pequeño partido para las elecciones del año siguiente; en definitiva, su agrupación quedó unida al naciente Partido Peronista, mientras que el propio Fresco no tuvo actuación política alguna.
Retirado a su casa de Haedo, se dedicó a la medicina hasta poco antes de su fallecimiento, ocurrido el 17 de noviembre de 1971 en esa localidad. Sus restos descansan en el Cementerio de la Recoleta.
En febrero de  2020, parte del archivo personal del gobernador de Buenos Aires, entre 1936 y 1940, Manuel A. Fresco, fue entregado, por sus nietos, al historiador y escritor, Antonio Cappellano. 
El archivo se encuentra formado por fotógrafías históricas, cartas, libros dedicados por sus autores, etcétera, pertenecientes a diferentes etapas de la vida y la obra de Manuel Antonio Fresco. 
Asimismo, el 13 de agosto de 2024, Antonio Cappellano, presentó en la Comisión Nacional de Monumentos, de Lugares y de Bienes Históricos, un proyecto solicitando la declaración de Monumento Histórico Nacional, para la bóveda, donde se encuentran los restos mortales de Manuel A. Fresco y de su esposa, Raquel de Monasterio de Fresco, en el cementerio de la Recoleta, en CABA. Este trabajo de recopilación, que está siendo analizado por la mencionada Comisión, contiene las biografías del Dr. Fresco y de su esposa, muchas fotografías históricas y las extraordinarias obras concretadas, durante su gobernación, entre 1936 y 1940. También, posee una copia de la carta del obispo de Mar del Plata (año 1973), hoy, Beato Eduardo Pironio, para demostrar la amistad de la familia Fresco, con un futuro Santo de la Iglesia Católica.